# بتل ریور
بتل ریور (به انگلیسی: Battle River) رودخانه‌ای است که در کانادا جریان دارد.